# Годесберзька Програма
Годесберзька Програма (нім. Godesberger Programm ) Соціал-демократичної партії Німеччини (СДПН) була прийнята в 1959 році на з'їзді в місті Бад-Годесберг поблизу Бонна. Це прийняття означало фундаментальну зміну в орієнтації та цілях СДПН, відкидаючи мету замінити капіталізм, водночас прийнявши зобов’язання реформувати капіталізм і орієнтацію на масову партію, яка апелювала до етичних, а не до класових міркувань. Вона також відкидала націоналізацію як головний принцип соціалізму. 

## Огляд
Годесберзька Програма ліквідувала ортодоксальний марксистський курс партії, і СДПН переосмислила свою ідеологію як freiheitlicher Sozialismus (ліберальний соціалізм ). Прийнявши Годесберзьку Програму, вона відмовилася від ортодоксального марксистського класового конфлікту та економічного детермінізму. СДПН замінила його етичним соціалізмом, заснованим на гуманізмі, і підкреслила, що він є демократичним, прагматичним і реформаторським. Найбільш суперечливим рішенням Годесберзької Програми була її декларація, в якій говорилося, що приватна власність на засоби виробництва «може вимагати захисту з боку суспільства, якщо вона не перешкоджає встановленню соціальної справедливості».
Прийнявши принципи вільного ринку, СДПН стверджувала, що справжній вільний ринок насправді має бути регульованим, щоб не переродитися в олігархію. Ця політика також означала схвалення кейнсіанського управління економікою, соціального забезпечення та певного рівня економічного планування. Дехто стверджує, що це була відмова від класичної концепції соціалізму як заміни капіталістичної економічної системи. Було заявлено, що СДПН «більше не вважає націоналізацію головним принципом соціалістичної економіки, а лише одним із кількох (і до того ж лише останнім) засобом контролю над економічною концентрацією влади в ключових галузях промисловості».  Основний девізом СДПН стало гасло «якомога більше ринку, держави стільки, скільки необхідно». Рішення відмовитися від традиційної антикапіталістичної політики розлютило багатьох у СДПН, які її підтримували.
Після цих змін СДПН прийняла два основні стовпи того, що стане сучасною соціал-демократичною програмою, а саме: перетворення партії на народну з партії, яка представляє лише робітничий клас, і відмова від марксистської політики, спрямованої на знищення капіталізму та його заміну. з політикою, спрямованою на реформування капіталізму.  Годесберзька Програма відокремила свою концепцію соціалізму від марксизму, заявивши, що демократичний соціалізм у Європі «має коріння у християнській етиці, гуманізмі та класичній філософії». Годесберзька Програма була серйозним переглядом політики СДПН і привернула увагу за межами Німеччини.  На момент її прийняття позиція щодо Годесберзької програми в сусідній Франції не була єдиною. У той час як Французька секція Робітничого Інтернаціоналу розділилася щодо Годесберзької Прогшрами, Єдина соціалістична партія засудила Годесберзьку Програму як відмову від соціалізму та опортуністичну реакцію на поразку СДПН на виборах.
Годесберзька програма також виділялися тим, що партія відмовилася від марксистських теорій класового конфлікту та революції. Це відповідало марксистському ревізіонізму Едуарда Бернштейна. Прийнявши Годесберзьку Програму, СДПН відмовилася від своєї ворожості до капіталізму, який довгий час був ядром партійної ідеології, і прагнула вийти за межі своєї старої опори на робітничий клас, щоб охопити весь спектр потенційних виборців, прийнявши політичну ідеологію, засновану на етичних закликах. Тим не менш, вони дотримувалися марксистського аналізу, висунутого соціал-демократами, такими як Бернштейн, що соціалізм виникне в результаті еволюції капіталізму. У цьому сенсі Годесберзька Програма розглядалася як така, що передбачає остаточну перемогу реформістського порядку денного Бернштейна над ортодоксальним марксистським порядком денним Карла Каутського. 
Профспілки відмовилися від старих вимог щодо націоналізації та натомість дедалі більше співпрацювали з промисловістю, домагаючись представництва робітників у радах компаній та підвищення заробітної плати та пільг. Після поразки на федеральних виборах у 1953 та 1957 роках СДПН перейшла до виборчої стратегії в американському стилі, орієнтованої на імідж, яка наголошувала на особистостях, зокрема на мері Берліна Віллі Брандті. Під час підготовки до федеральних виборів 1961 року виявилося також необхідним відмовитися від опозиції до переозброєння та прийняти НАТО.  Годесберзька Програма була замінена в 1989 році Берлінською Програмою, ухваленою на з'їзді партії, що відбувся 20 грудня 1989 року в Берліні. [6]

## Зовнішні посилання
- . Cambridge, Massachusetts. {{cite conference}}: Пропущений або порожній |title= (довідка)
- Social Democratic Party of Germany (15 листопада 1959). Godesberg Program (PDF). German History Documents. Washington, D.C.: German Historical Institute. Процитовано 10 липня 2020.
- Social Democratic Party of Germany (15 листопада 1959). Godesberg Program (нім.). Berlin: Deutsches Historisches Museum. Архів оригіналу за 23 липня 2014. Процитовано 10 липня 2010.

1. 1 2 3 4 5  Berman, 2006, с. 190.
2. ↑  Orlow, 2000, с. 108.
3. 1 2 3 4  Orlow, 2000, с. 190.
4. 1 2  Adams, 2001, с. 108.
5. ↑  Turner, 1986, с. 80—82.